# Xã Huron, Quận Erie, Ohio
Xã Huron (tiếng Anh: Huron Township) là một xã thuộc quận Erie, tiểu bang Ohio, Hoa Kỳ. Năm 2010, dân số của xã này là 10.697 người.